# Trivandrum International Stadium
Het Trivandrum International Stadium is een multifunctioneel stadion in Kariavattom, een buitenwijk van Trivandrum, India. Het stadion wordt vooral gebruikt voor cricket- en voetbalwedstrijden. 
Het stadion voldoet aan alle eisen van de FIFA en de International Cricket Council voor internationale wedstrijden. Bij het stadion zijn bovendien ook nog mogelijkheden om andere sporten te beoefenen, zoals tafeltennis, basketbal en Badminton. Er is een tennisbaan en een zwembad. In het stadion is plek voor 50.000 toeschouwers. Vanaf 2017 maakt de voetbalclub Kerala Evergreen gebruik van dit stadion.
In 2015 werd dit stadion gebruikt voor het Zuid-Aziatisch kampioenschap voetbal, dat toernooi werd van 	23 december 2015 tot en met 3 januari 2016 gehouden in India. Op het toernooi waren in totaal 9 groepswedstrijden, twee halve finales en de finale. Gastland India won in die halve finale van Maldiven met 3−2, terwijl in de andere halve finale Afghanistan met 5−0 van Sri Lanka won. In de finale werd India voor de zevende keer kampioen van dit toernooi door Afghanistan met 2−1 te verslaan. 